# Michail Grigorjewitsch Krylow
Michail Grigorjewitsch Krylow (russisch Михаил Григорьевич Крылов; * 12. Maijul. / 23. Mai 1786greg.; † 1846) war ein russischer Bildhauer.

## Leben
Mit 9 Jahren kam Krylow in das Internat der St. Petersburger Kaiserlichen Akademie der Künste (IACh). Er studierte dann an der IACh zunächst bei Fedot Schubin und darauf bei Iwan Martos. Er erhielt zwei Silbermedaillen für seine Arbeiten und 1808 die Kleine Goldmedaille für das Basrelief der Bürgermeisterin Marfa, die den Anachoreten Feodossi Borezki besucht. Beim Abschluss des Studiums 1809 als Künstler XVI. Klasse gewann Krylow mit dem Basrelief der den Tod Hektors beklagenden Andromache die Große Goldmedaille der IACh, verbunden mit einem Auslandsreisestipendium des Innenministeriums. Wegen der unsicheren politischen Lage infolge der Napoleonischen Kriege konnte er die Auslandsreise zunächst nicht antreten.
1808 hatte Krylow mit dem Architekten Jean-François Thomas de Thomon das Grabdenkmal für den Senator Michail Murawjow auf dem St. Petersburger Lazarus-Friedhof geschaffen.
Erst 1819 wurde Krylow als IACh-Stipendiat nach Rom geschickt, wo er sich von Antonio Canova beraten ließ. Krylow schuf eine Kolossalstatue Hektors für Großfürst Michael Pawlowitsch als Pendant zum Achilleus Samuil Halbergs, der mit ihm nach Rom gekommen war, sowie Porträt-Büsten Graf Kutaissows und anderer Personen.
Nach der Rückkehr nach St. Petersburg 1825 schuf Krylow Basreliefs für den Michael-Palast, eine Büste Nikolaus I. u. a. Für die Statue des Faustkämpfers wurde Krylow 1837 von der IACh zum Akademiker ernannt.

## Werke (Auswahl)

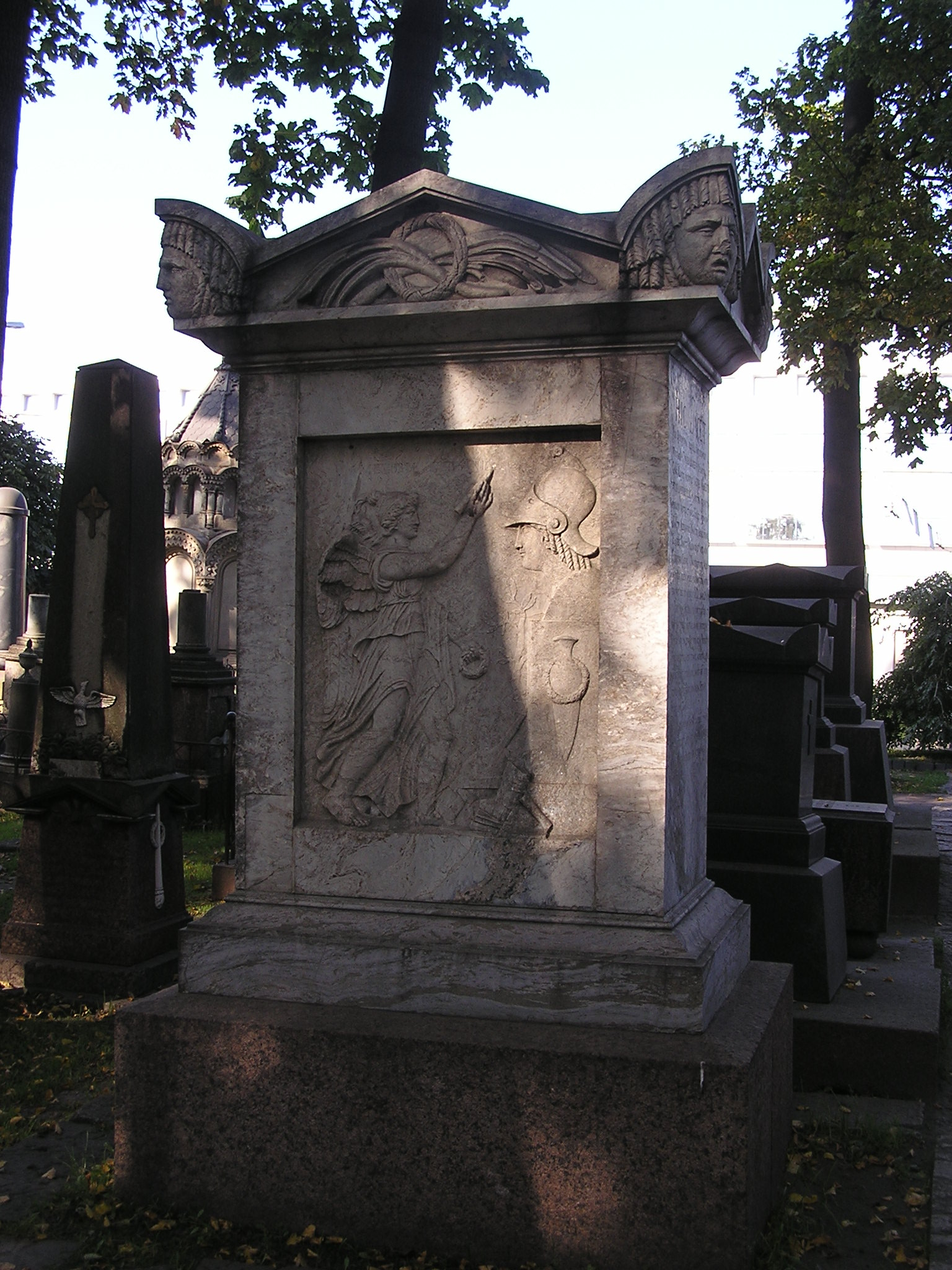
Murawjow-Grabdenkmal, Lazarus-Friedhof, St. Petersburg
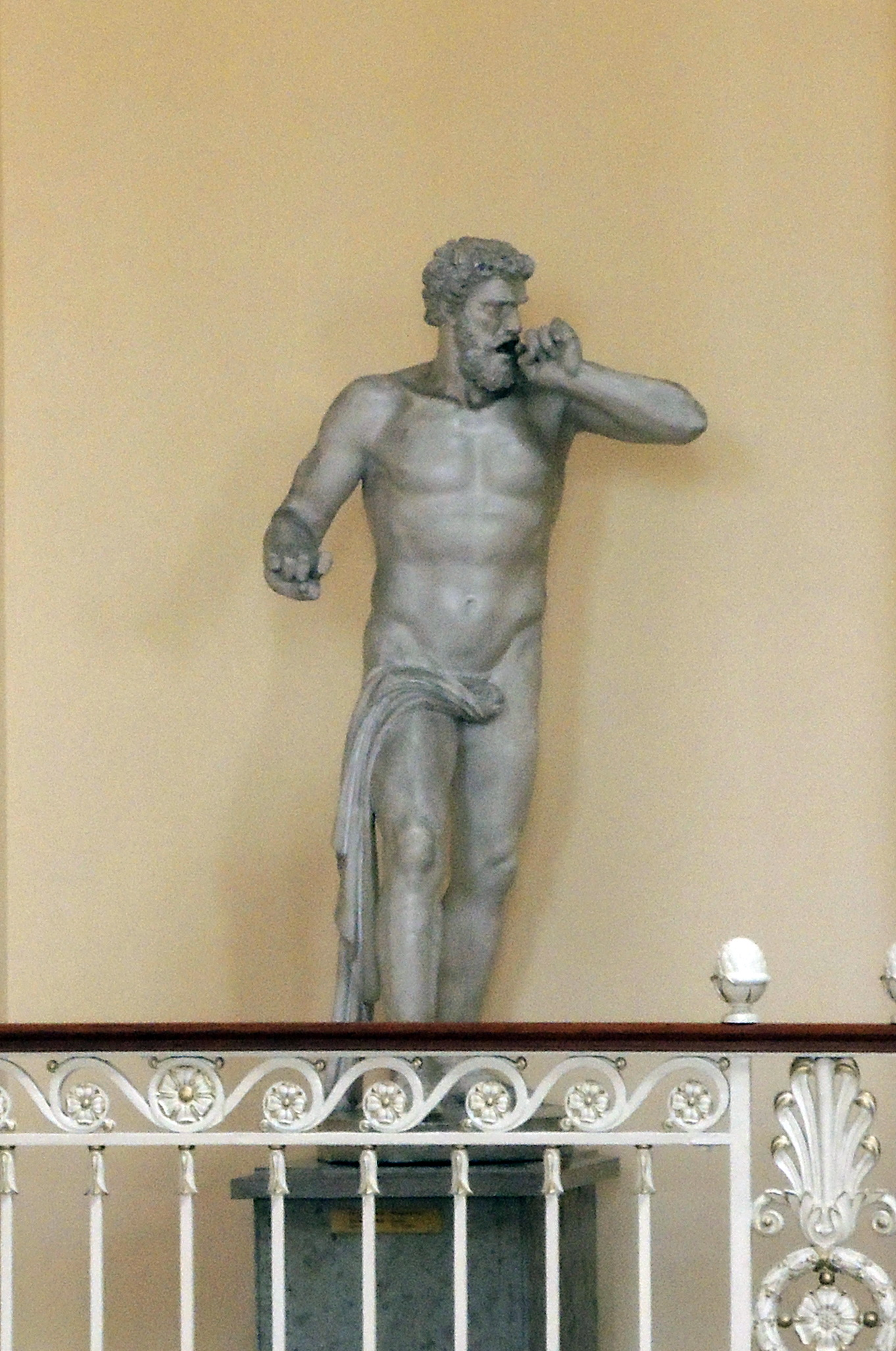
Faustkämpfer, Russisches Museum